# Saint-Lattier
Saint-Lattier är en kommun i departementet Isère i regionen Auvergne-Rhône-Alpes i sydöstra Frankrike. Kommunen ligger i kantonen Saint-Marcellin som tillhör arrondissementet Grenoble. År 2022 hade Saint-Lattier 1 468 invånare.

## Befolkningsutveckling
Antalet invånare i kommunen Saint-Lattier
Referens:INSEE